# Phæno

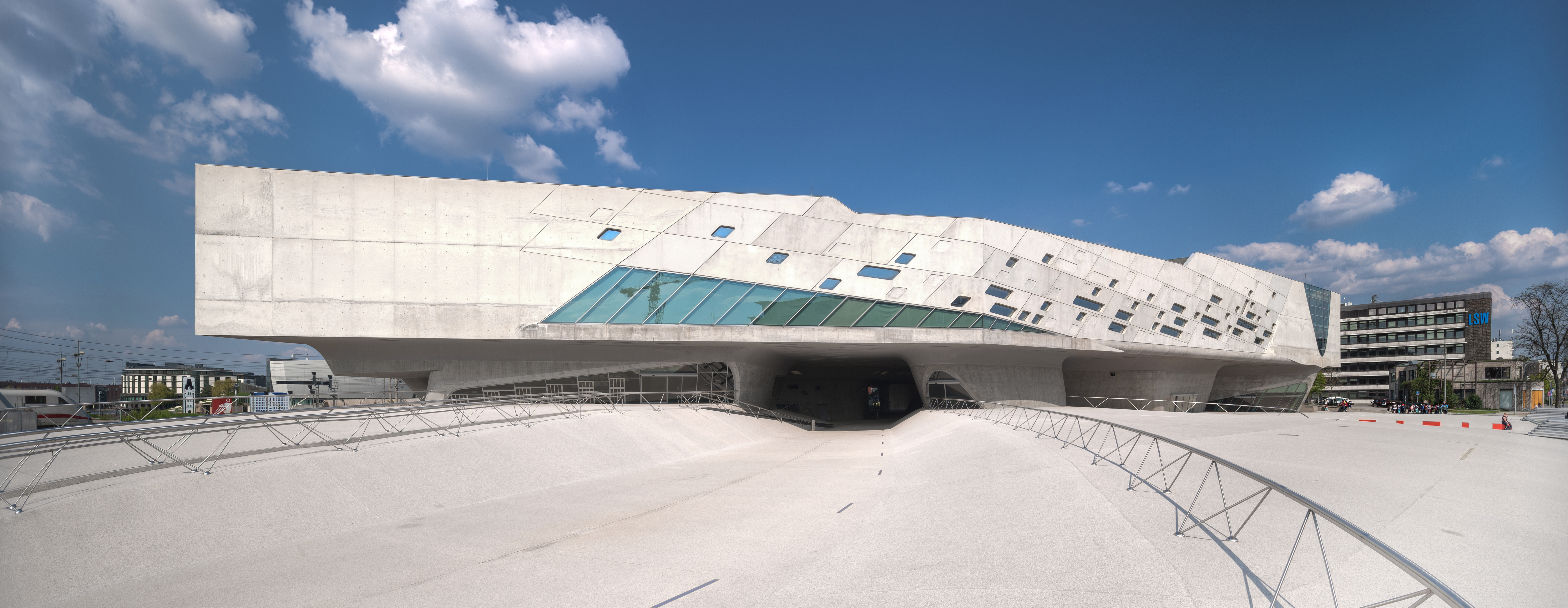
phæno-Gebäude

phæno – Die Experimentierlandschaft ist ein 2005 eröffnetes Science Center in Wolfsburg (Niedersachsen).

## Daten und Fakten

### Wissenschaftsmuseum

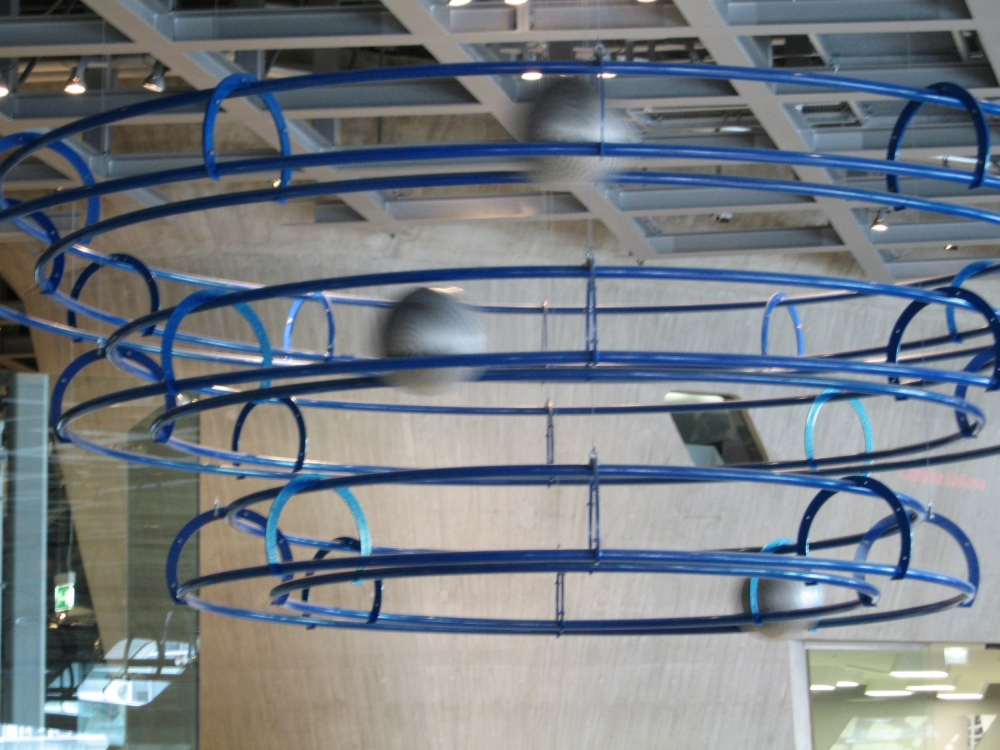
Installation im Eingangsbereich

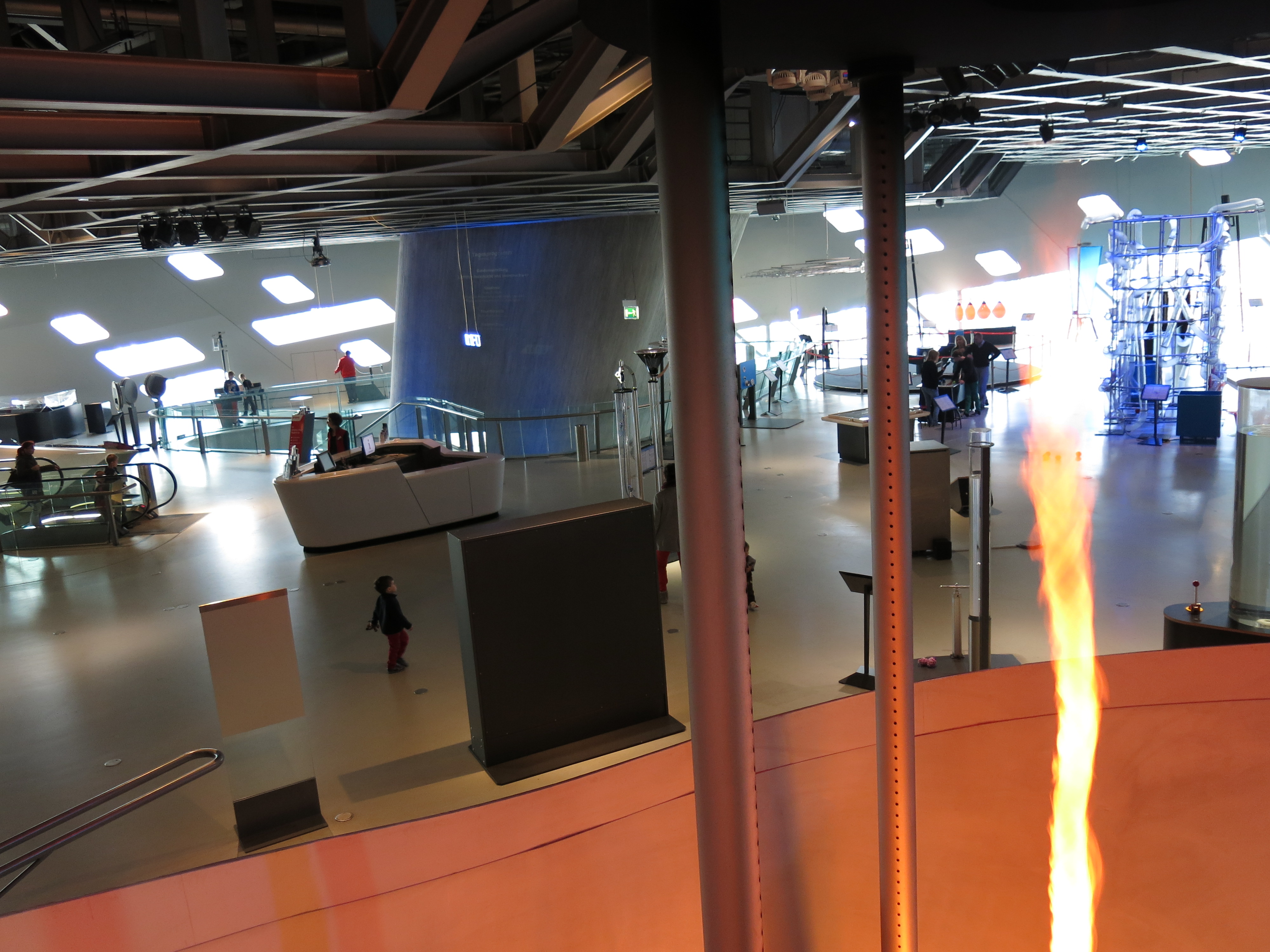
Blick auf die Ausstellungsfläche mit Feuertornado

Das Bauwerk wurde von der irakisch-britischen Architektin Zaha Hadid entworfen, sollte 67 Millionen Euro kosten und wurde in Projektpartnerschaft mit dem Lörracher Architekturbüro Mayer Bährle realisiert. Nach etwas mehr als vier Jahren Bauzeit wurde die Dauerausstellung am 24. November 2005 eröffnet. Über 350 interaktive Experimentierstationen (davon rund 40 von Künstlern gestaltet) machen Naturwissenschaft und Technik mit verschiedenen Sinnen erfahrbar. Die etwa 9000 Quadratmeter große Ausstellung ist untergliedert nach den Leitthemen „Leben, Sehen, Energie, Dynamik, Spürsinn, Mathe“. Wechselnde Sonderausstellungen ergänzen die Themen. Neben der großen Ausstellung bietet das phaeno auch Workshops und Fortbildungen für Schulkinder, Erzieherinnen und Erzieher und Lehrkräfte an. Die Schülerinnen und Schüler lösen Rätsel, führen Experimente durch oder bearbeiten konstruktive Aufgaben und werden dabei von zwei Mitarbeitern begleitet.
Im phaeno Wissenschaftstheater werden, neben sogenannten Science Talks, Science Slams oder Vorträgen auch wechselnde Shows angeboten. Hierbei handelt es sich um Vorführungen mit live vorgeführten Experimenten, welche ein bestimmtes Thema darstellen, z. B. die Laser-, Luft-, Mechanik-, Wasser- oder sogar Feuershow.
Entsprechend dem pädagogischen Konzept, wonach ein spielerischer Umgang mit den Phänomenen das Begreifen am besten fördert, gibt es keinen vorgeschriebenen Parcours. Einfache Experimentieranordnungen fordern die Besucher dazu auf, die jeweilige Funktionsweise durch Nachdenken und nicht nur durch bloßes Ausprobieren zu verstehen. Schau- und Texttafeln (deutsch und englisch) erklären an jeder Station den jeweiligen Vorgang. Im Erdgeschoss befinden sich der Eingangsbereich, das Ideenforum und das Wissenschaftstheater, darüber liegt das Hauptgeschoss mit dem Picknickbereich und der „Experimentierlandschaft“. Einen weiteren wichtigen Bereich bildet der Kinderbereich, welcher aus drei Ebenen besteht und für Kinder ab ca. drei Jahren geeignet ist. Während auf den oberen beiden Ebenen kindgerechte Exponate zum Erkunden und Ausprobieren einladen, stellt der unterste Bereich ein Ruhebereich dar, in welchem Kinder mit alltäglichen Gegenständen wie Korken und Wäscheklammern ihrer Kreativität freien Lauf lassen können. 
2022 zählte das phaeno rund 228.000 Besucher aus jeder Altersstufe; ca. 35 % der Besucher stellen Gruppen und Einzelbesucher, 38 % Familien und 27 % Schulen und Kindergärten dar.
Die Besucher selbst kommen aus allen Teilen Deutschlands, insgesamt stammen aber ca. 90 % der Besucher aus einem Radius von 150 Kilometern ausgehend vom phaeno. Es ist anerkannter außerschulischer Lernort.

### Architektur
Der wuchtige, aber sehr dynamisch konzipierte Baukörper wurde im Wesentlichen aus Beton und Stahl hergestellt. Trotz seiner 27.000 Kubikmeter Beton erweckt das Gebäude außen wie innen einen fließenden und schwebenden Eindruck. Die Höhe des Baus beträgt 16 m; er erstreckt sich über eine Länge von 170 m. Zehn kegelförmige Betonpfeiler („cones“) mit einem Durchmesser von bis zu sieben Metern tragen das Gebäude. Die Stützpfeiler schaffen einen höhlenartigen Raum für Veranstaltungen im Freien. Die Kegel sind nicht massiv, sondern hohl gebaut und bieten verschiedene Funktionen an, wie etwa ein Wissenschaftstheater oder das Ideenforum. Im Inneren des Gebäudes verändern sich mit jedem Schritt die Perspektiven durch schräge Wände, ein geknicktes und unverdecktes Stahlträger-Dachtragwerk, kursive Sichtschlitze in massiven Sichtbetonmauern und schräge Nischen. 

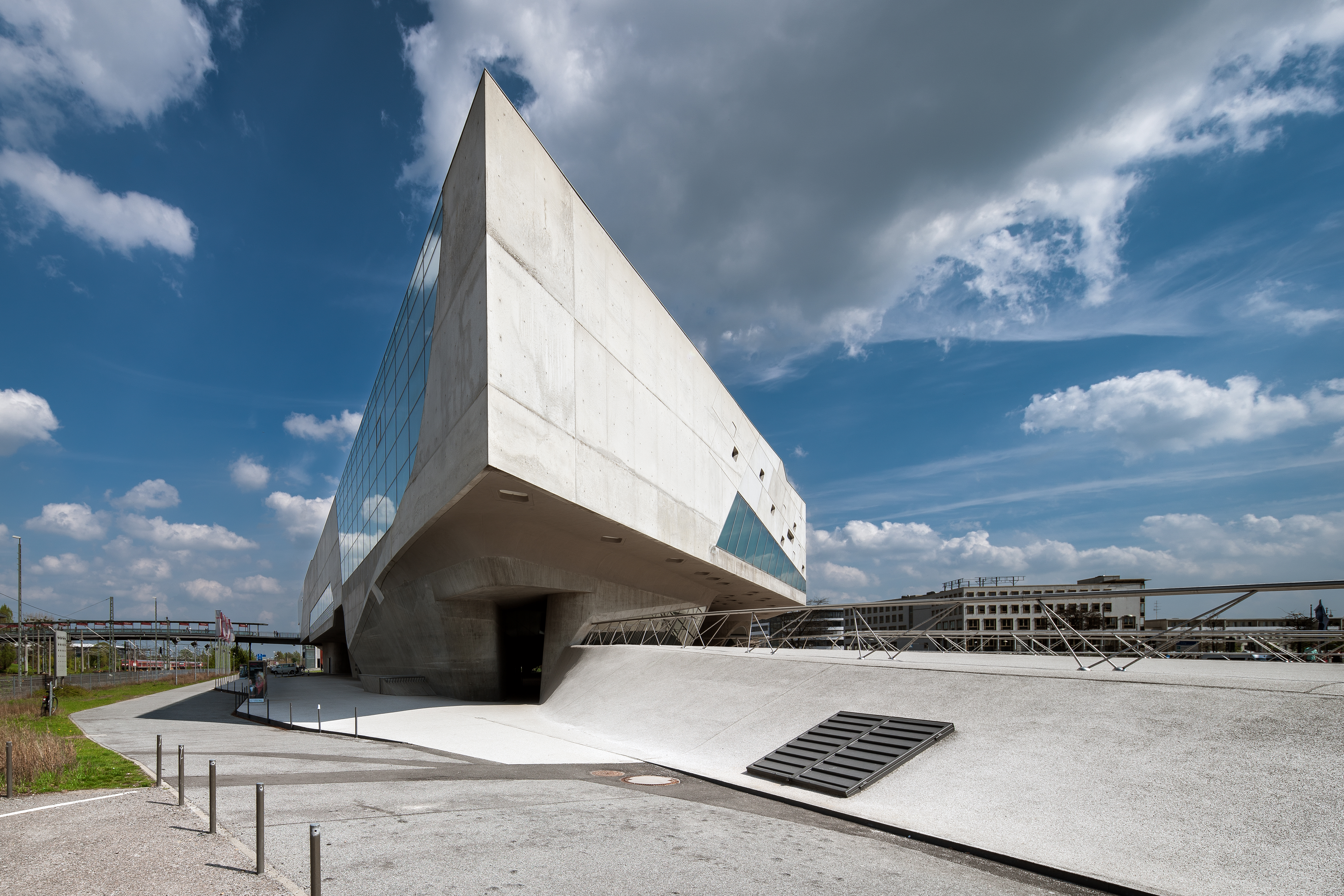
Architektur des phæno
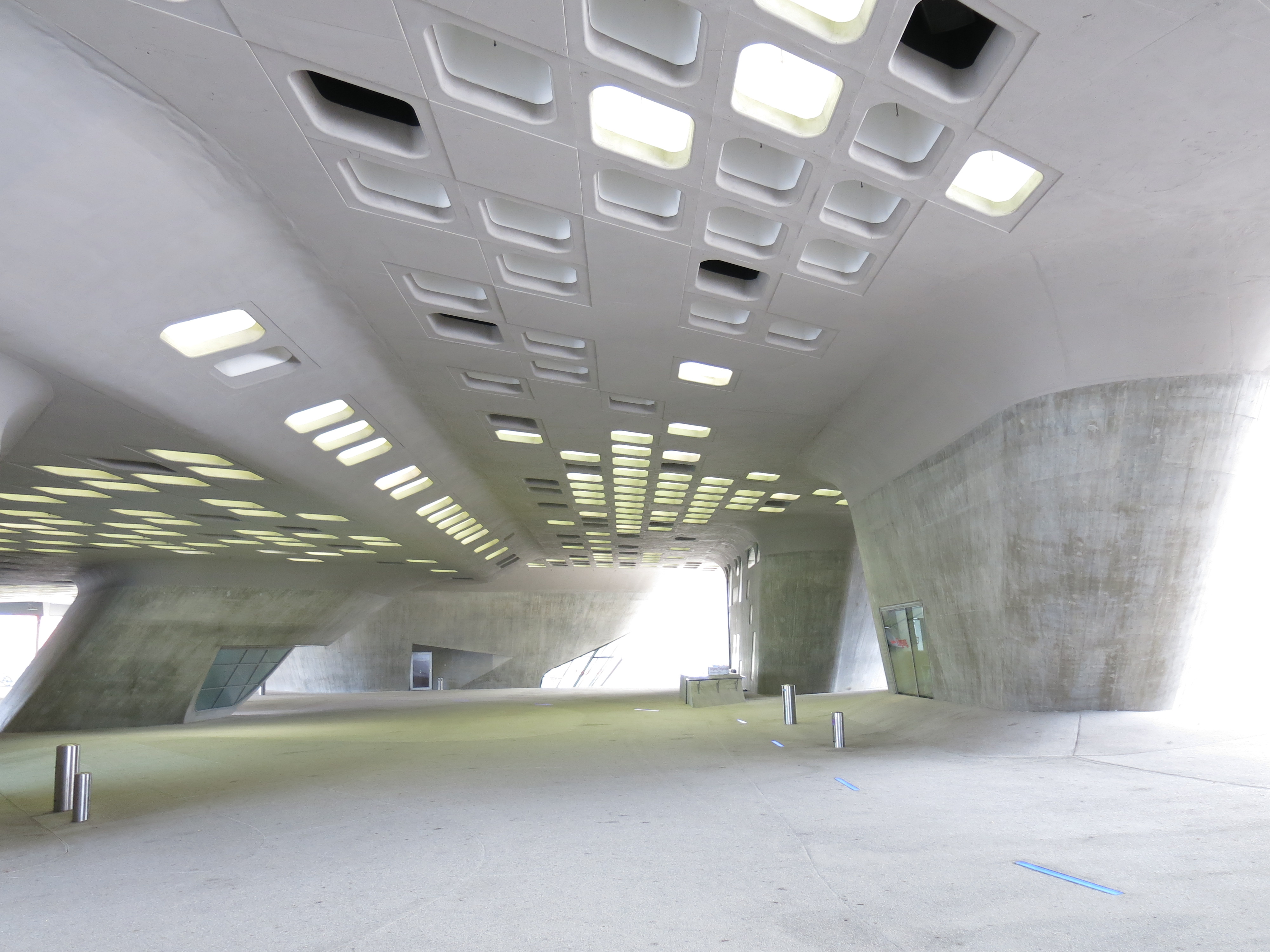
Unter dem phæno
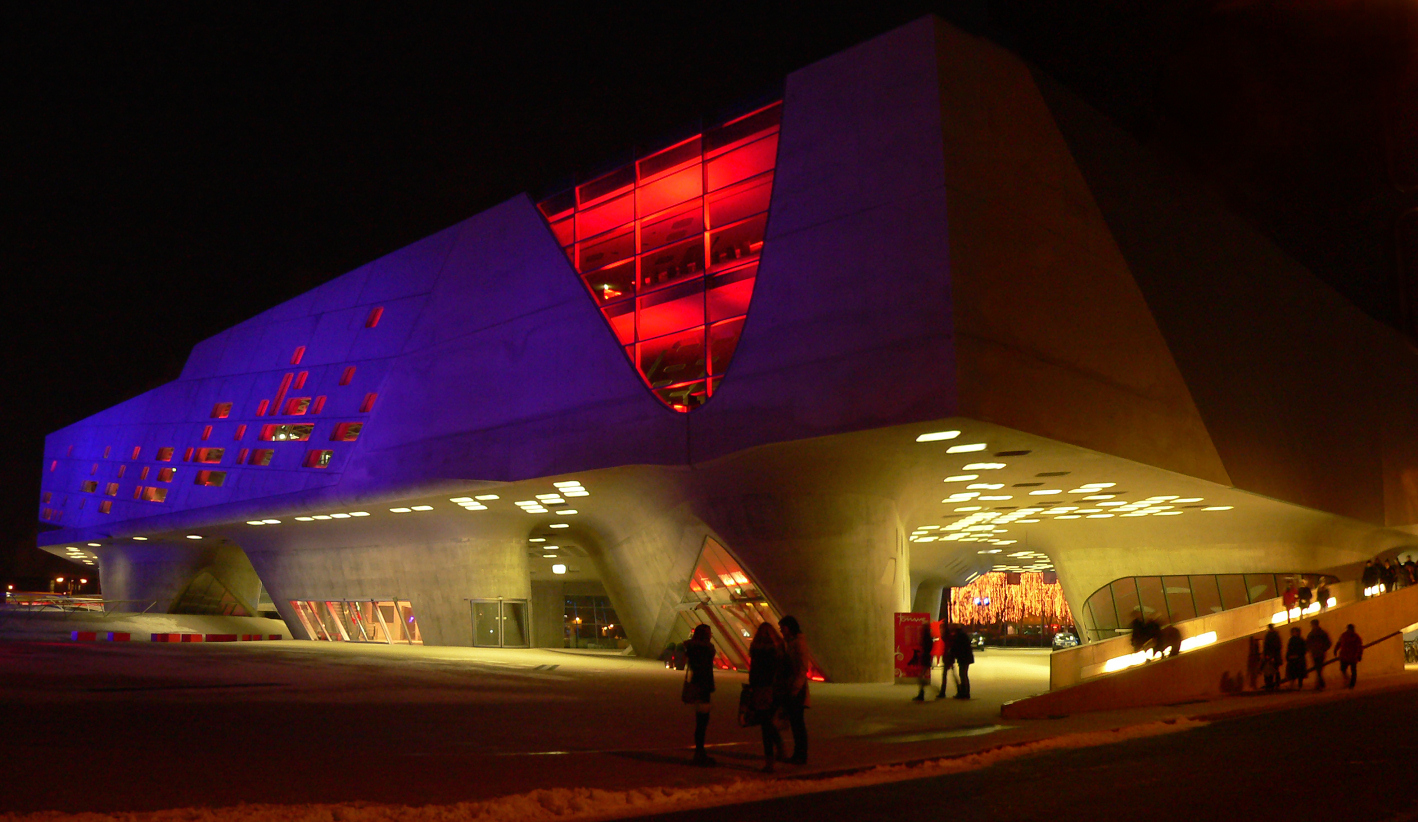
phæno nachts
Übergang zwischen phæno und Autostadt

### Stiftung phæno
Die Stadt Wolfsburg ist Initiator des Projekts. Bauherr ist die Neuland Wohnungsgesellschaft mbH als scheinprivater Bauträger. Sie hat die Einrichtung der Stiftung phæno übergeben, die sich dem Erhalt der Ausstellung widmet. Hauptstifter ist die Stadt Wolfsburg. Ziel der Stiftung phæno ist die unentgeltliche Bereitstellung des Gebäudes, von Erstausstattung an Inventar und Exponaten sowie die Schaffung eines Forums für Begegnungen zur Erforschung, Lehre und Anwendung von Naturwissenschaften und Technik.
Geschäftsführer des Betreibers phaeno gGmbH war bis September 2013 Wolfgang Guthardt, ehemaliger Stadtrat und Kulturdezernent der Stadt Wolfsburg und Initiator des phæno. Zum Oktober 2013 wurde die Geschäftsführung von Michel Junge übernommen. Von Joe Ansel stammt das Konzept der Erstausstattung des interaktiven und themenbezogenen „Science Centers“ phæno.

## Ausführung und Kritik
Zum Einsatz kam ein neuartiger und in Deutschland erstmals in einer solch großen Baumasse im Hochbau eingesetzter selbstverdichtender Beton. Probleme bei der Bemessung, der Bauausführung und der Betonzusammensetzung erforderten eine der größten Sanierungen an fertigen Beton-Baukörpern. Viele Quadratmeter tragender Wände im Stützkegel 6 mussten durch neuen Beton und neue Bewehrung ersetzt werden, womit in bautechnischer Hinsicht auch das phaeno selbst zu einer „Experimentierlandschaft“ geworden war.
Die Kosten für Planung, Gebäude, Tiefgarage, Anbindung an die Stadtbrücke (über den Mittellandkanal zur Autostadt), Exponate sowie für sonstige Ausstattung stiegen von 67 Mio. (2000) über 79 Mio. (2005) auf 90 Mio. Euro (2010) an. Sie sind zum Großteil von der Stadt Wolfsburg zu tragen. Durch die hohen Gebäudekosten in Relation zu den Kosten der Bildungselemente ist dieser anerkannte außerschulische Lernort mit der schlechten Kosten-Nutzen-Relation für die Bildung in die Kritik geraten,.

## Filme
- Phaeno, das Gebäude „Landschaft“. Dokumentation, Frankreich, 2006, 26 Min., Regie: Richard Copans, Produktion: arte France, Reihe: Baukunst, deutsche Erstausstrahlung: 14. September 2009, Inhaltsangabe (Memento vom 9. Oktober 2009 im Internet Archive) von arte
- Im Film The International von Tom Tykwer ist das phæno als die Zentrale eines italienischen Waffenkonzerns zu sehen. Das Gebäude ist aber virtuell an den Lago d’Iseo vor eine beeindruckende Bergkulisse gesetzt worden.[17] (Stelle im Film: 1:30:15 Std.)
- Das Gebäude wurde in der Katastrophenfilm-Parodie Helden – Wenn dein Land dich braucht als Kommandozentrum eines Teilchenbeschleunigers verwendet.[18]

### Bilder und Filme
- Fotos vom Phæno
- Video: Zaha Hadid eröffnet das Phaeno, 24. November 2005
- Bilderstrecke